# Swift County
Swift County er et county i den amerikanske delstat Minnesota. Swift County ligger i den sydvestlige del af delstaten og grænser op til Stevens County og Pope County i nord, Kandiyohi County i øst, Chippewa County i syd, Lac qui Parle County i sydvest og mod Big Stone County i vest.
Swift Countys totale areal er 1.949 km² hvoraf 23 km² er vand. I 2000 havde Swift County 11.956 indbyggere. Det administrative centrum er i byen Benson.
Swift County har fået sit navn efter guvernør Henry Adoniram Swift.
45°17′N 95°41′V / 45.29°N 95.68°V